# François Darlan
Jean-Louis-Xavier-François Darlan (7. srpna 1881, Nérac – 24. prosince 1942, Alžír) byl francouzský admirál a politik.

## Život a kariéra
Narodil se v roce 1881 v Néracu v jihozápadní Francii, byl synem radikálního politika Jeana-Baptisty Darlana. Do námořní školy v Brestu nastoupil v roce 1899.
Přestože byl námořníkem, první světovou válku strávil na souši v pozici dělostřeleckého důstojníka námořní flotily. Hned po jejím skončení v roce 1918 se stal velitelem říční flotily na Rýnu, v roce 1920 pak šéfem štábu francouzského loďstva Dálného východu.
Zpět se vrátil v roce 1925 a zlomem v jeho kariéře se stalo jmenování šéfem kabinetu ministra námořnictva, kterým byl v té době velmi schopný Georges Leygues. Námořnictvo se i díky Leyguesově činnosti stalo nejmodernější francouzskou ozbrojenou složkou a Darlan se těšil jeho plné důvěře. Díky ní začala rychle stoupat i jeho kariéra v námořnictvu. Byl povyšován až nestandardně rychle a aby bylo učiněno zadost všem podmínkám, zastával kromě štábních funkcí krátkodobě i velení jednotlivých válečných lodí či jejich oddílů. Již v roce 1929 byl povýšen na kontradmirála a následně v roce 1932 na viceadmirála. Mezi lety 1934 a 1936 byl velitelem atlantické eskadry. V té době se často mluvilo o tom, že by se Darlan mohl stát velitelem francouzského loďstva v případě války.
Vrchním velitelem válečného loďstva se skutečně stal krátce před jejím vypuknutím v roce 1939, též byl povýšen na pětihvězdičkového admirála, což byla hodnost, která nebyla od dob druhého Francouzského císařství udělena. Po rychlé porážce Francie nacistickým Německem zůstalo válečné loďstvo prakticky jedinou neporušenou ozbrojenou složkou, která si navíc u veřejnosti zachovala morální kredit. To samozřejmě posílilo i Darlanovu pozici. Stal se stoupencem kapitulace a na žádost maršála Philippe Pétaina vstoupil do vlády Vichistické Francie. Byl odhodlán nevydat válečné loďstvo Němcům, i když ve způsobu, jak toho docílit v případě jejich snahy o převzetí, se jeho názor měnil. Původně byl zastáncem jeho odplutí do Velké Británie, po ochlazení vztahů v důsledku akcí britské Royal Navy proti francouzské flotile v Anglii, Alexandrii a hlavně v Mers-el-Kébiru pak pro jeho samopotopení.
V letech 1940 až 1942 byl ministrem námořnictva, v letech 1941 až 1942 pak i ministrem zahraničních věcí a ministrem národní obrany. Na vrchol se dostal, když byl jmenován i ministrem vnitra, vicepremiérem a vrchním velitelem ozbrojených sil. Pétain jej navíc určil svým nástupcem. Darlan si uvědomoval fakt, že na tak vysokém postu se neudrží bez podpory Němců, a tak přešel k otevřené kolaboraci. Po návštěvě Hitlera v Berchtesgadenu v roce 1941 veřejně vyhlásil, že francouzský národ bude zachráněn a jeho budoucí role bude čestná a důležitá jen v případě, že zvítězí Třetí říše. Bezprostředně poté podepsal s Hitlerem tzv. Pařížský protokol, který mmj. umožňoval Luftwaffe využívat letiště v Sýrii pro podporu povstání Rašída Alího v Iráku, přístavu Bizerta pro zásobování Afrikakorpsu a Dakaru jako základny Kriegsmarine. Své loajální podřízené z námořnictva rozmisťoval do politických a správních funkcí.
Přesto všechno se nestal premiérem a Němci prosadili v roce 1942 do této funkce Pierra Lavala. Jako reakci na to se vzdal ministerských funkcí a ponechal si jen vojenské. Dokonce začal tajně vyjednávat s Američany a Brity o možnosti přejít na protiněmeckou stranu, pokud k tomu bude vhodný čas; což se také nakonec skutečně stalo, když 10. listopadu v Alžíru souhlasil s tím, že francouzské africké jednotky přestanou klást odpor právě probíhajícímu spojeneckému vylodění v severozápadní Africe – a jeho autorita byla, na rozdíl od de Gaullových mužů, skutečně taková, že francouzští vojáci jeho rozkaz uposlechli – a byl za to 14. listopadu Američany odměněn hodností nově vytvořeného vysokého komisaře Francie v Africe. Na dohodu (Deal with Darlan) s jedním z předních francouzských kolaborantů nejen francouzský odboj, ale i britská a americká veřejnost, včetně části vojenských kruhů, reagovaly s velkým odporem a pobouřením; stejné to ovšem bylo i na straně vichistických představitelů (Pétain Darlana vzápětí na dálku sesadil, byť tomu se obratným manévrováním a dezinformováním podařilo dosáhnout dojmu, že jej ve skutečnosti v nové roli potvrdil) a Němce tento vývoj vyprovokoval k okamžité invazní akci na jihu Francie.
V nové funkci pobyl pouhý měsíc. Na Štědrý den roku 1942 byl ve své rezidenci zastřelen jedním monarchisticky smýšlejícím studentem, členem odbojového hnutí.

## Řekli o něm
- Winston Churchill se vyjádřil o promarněné příležitosti, která by v roce 1940 Darlana vyšvihla do role, kterou v odboji posléze převzal Charles de Gaulle, pokud by válečnému loďstvu vydal rozkaz k odplutí do britských přístavů. V tu chvíli by za ním stálo čtvrté nejmocnější loďstvo světa. Ve srovnání s tím stála z počátku za de Gaullem jen hrstka věrných.
- Charles de Gaulle na jednu stranu oceňoval jeho zásluhy při vybudování moderního a silného francouzského loďstva, na druhou stranu kritizoval fakt, že jej považoval za své léno, což ho v konečném důsledku přivedlo na scestí.